# أسود (فلم 2005)
بلاك هو فيلم دراما باللغة الهندية والإنكليزية من إخراج يانجاي ليلا بهنسالي. نجومه رانيي موخرجي وأميتاب باتشان مع شيرناز باتيل ودريتيمان شاترجي في أدوار مساعدة. يروي الفيلم قصة ميشيل مكنالي (موخرجي) المرأة الصماء العمياء، وعلاقتها بمعلّمها ديبراج ساهي (باتشان)، معاقر مسن أُصيب لاحقًا بمرض ألزهايمر.
أعلن بهنسالي في 2003 عن مشروعه الجديد بعنوان بلاك. جاءت فكرته أولاً عندما التقى بأطفال معاقين جسديًا في أثناء تصوير الفيلم الموسيقي كاموشي أواخر عام 1990. القصة مستوحاة من حياة الناشطة الأمريكية هيلين كيلر وسيرتها الذاتية عام 1903، بعنوان قصة حياتي. كان المخطط بدايةً لصنع فيلم رومانسي آخر، لكن اختار أن يتناول قضية الصم والعمى. كتب السيناريو الخاص بالفيلم بهنسالي، وبهفاني لير وبراكلش كاباديا، وهما من كتبا الحوار أيضًا بالإنكليزية والهندية، على التوالي. التصوير السينمائي لرافي كاندران واستغرق 100 يوم، باستخدام أسلوب التصوير السينمائي من فيلم كاجاز كه فول عام 1959، جرى التصوير بين يناير وأبريل 2004، في شيملا وفيلم سيتي. كان أمونغ كومار مصمم الإنتاج، في حين كان شام كوشال مدير العمل. واجه التصوير قضايا قانونية بعد حرق مجموعاته في فيلم سيتي، وازدياد الميزانية الأولية للفيلم. بعد إنتهاء التصوير، تولت المونتاج بيلا سيجال. والموسيقى المصاحبة والموسيقى الأساسية لمونتي شارما وميشيل دانا على التوالي.
بميزانية نحو 2.8 مليون دولار أمريكي، أطلق فيلم بلاك في السينما في 4 فبراير 2005. وبلغت مجموع إيراداته 5.7 مليون دولار أمريكي، عُد ناجحًا تجاريًا، بل صُنف من أعلى الأفلام الهندية ربحًا. تلقى الفيلم إشادة نقدية على نطاق واسع، إذ أثنى النقاد على القصة والإخراج والتمثيل. فاز الفيلم بالعديد من الجوائز، متضمنةً 11 جائزة من فيلم فير، العدد الأكبر في تلك المناسبة، و3 من جوائز الفيلم الوطني، وهي أفضل فيلم هندي، وأفضل ممثل لباتشان، وأفضل تصميم أزياء لسابيساشي موكرجي. صدرت نسخة تركية سنة 2013.

## الحبكة
يدور الفلم حول ميشيل التي فقدت بصرها وسمعها بسبب مرض أصابها في صغرها. تكبر وتصاب بإحباط وخيبة أمل ما يجعلها طفلة عنيفة لا يمكن السيطرة عليها. يحاول والداها بول وكاثرين السيطرة عليها حتى يدخل ديبراج، معلم معاقر مسن، حياتهم. يأخذ ديبراج على عاتقه تكوين شخصية ميشيل لتصبح شخصًا يمكنه التواصل والتعبير. يستخدم طرقًا قاسية يعترض عليها الأب في البداية، ويأمره بالمغادرة. يبقى ديبراج مع ميشل بينما والدها بعيد في رحلة عمل، يعلم ميشيل كلمات قليلة وسلوكيات أفضل. لكنه يستعد للمغادرة عند عودة الأب. قبل مغادرته مباشرة، يشعر ديبراج بالإحباط عندما يرى ميشيل تعود للوقاحة. ومن بعد يرميها في نافورة ماء، يدفعها ذلك أن تتعلم دروس ديبراج. وأخيرًا تفهم ما هو الماء، ما جعلها تدرك والديها، ونطق أول المقاطع من الكلمات الصغيرة، أقنع ذلك والديها باستمرار ديبراج معلمًا لها. بعد سنوات، أصبحت ميشيل امرأةً معبرة قادرة على الرقص والغناء بتمكن. تحصل على القبول لمتابعة درجة البكالوريوس بمساعدة ديبراج. تنتقل من منزلها وتعيش مع ديبراج. على مدى عامين مقبلين، تكافح لتحصل على شهادتها، سنة بعد أخرى، لكنها تحافظ على روحها وتعتمد على ديبراج لتفسير المواد، ويساعدها المدير على الدراسة برايل.

## أنظر أيضا
- جيرالدين لوهورن